# هارون ستيرلينغ
هارون ستيرلينغ (بالإنجليزية: Aaron Sterling)‏ هو طبال أمريكي، ولد في 9 يوليو 1980.

## وصلات خارجية
- الموقع الرسمي
- آرون ستيرلينغ على موقع ميوزك برينز (الإنجليزية)
- آرون ستيرلينغ على موقع أول ميوزيك (الإنجليزية)
- آرون ستيرلينغ على موقع ديسكوغز (الإنجليزية)